# واربورگ
شهر واربورگ (به آلمانی: Warburg) در ایالت نوردراین-وستفالن در کشور آلمان واقع شده‌است.

## نگارخانه

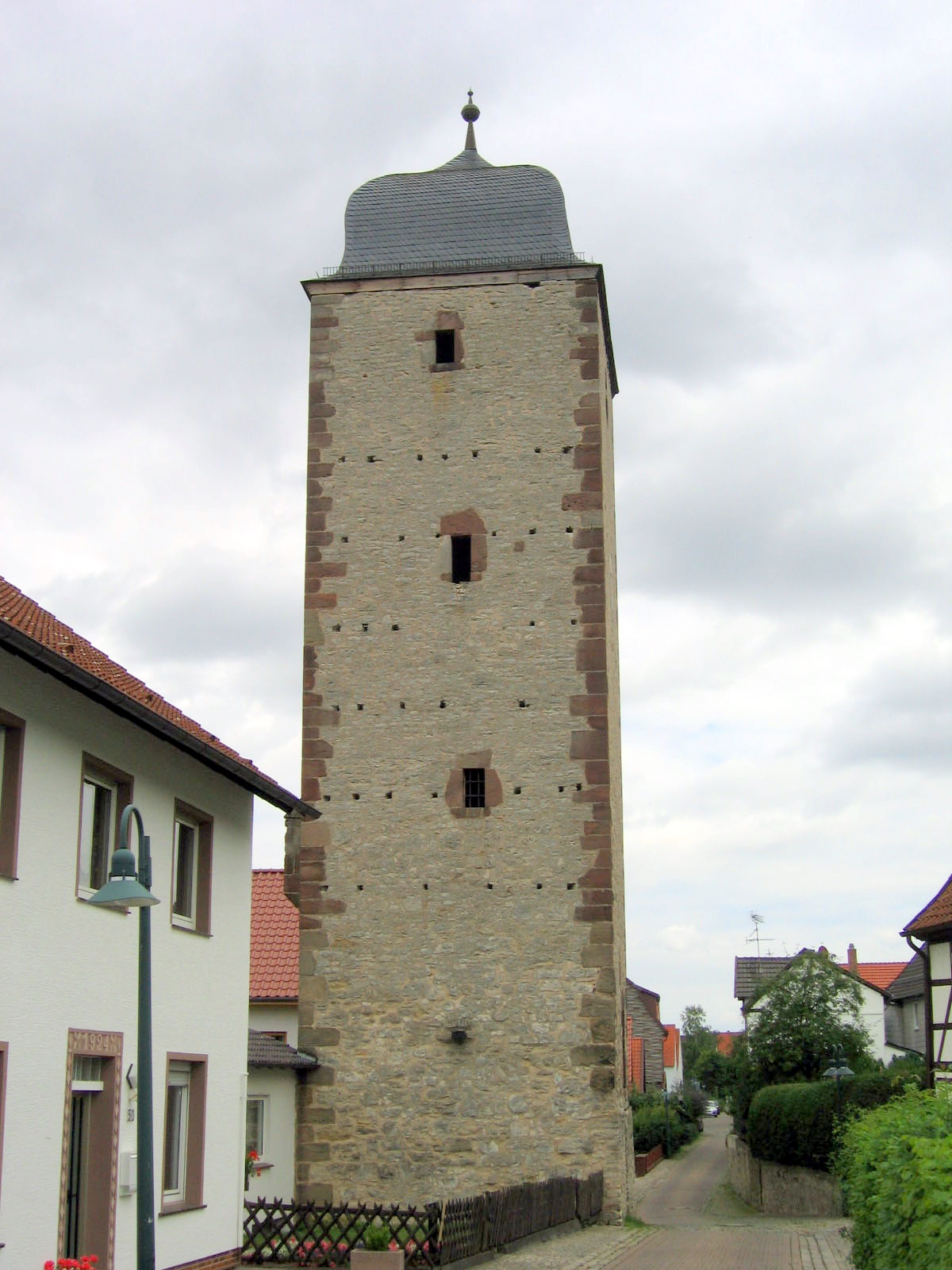
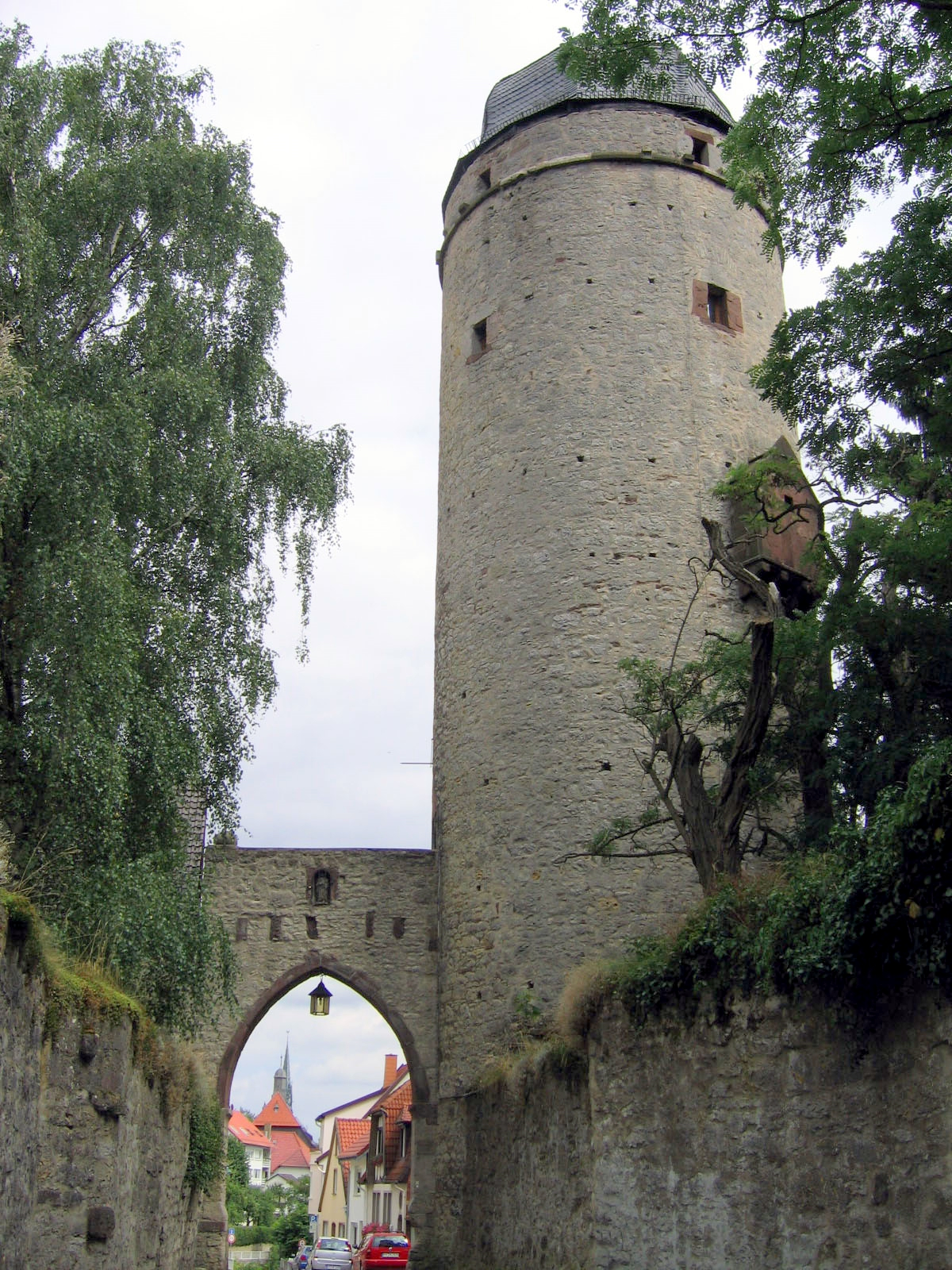
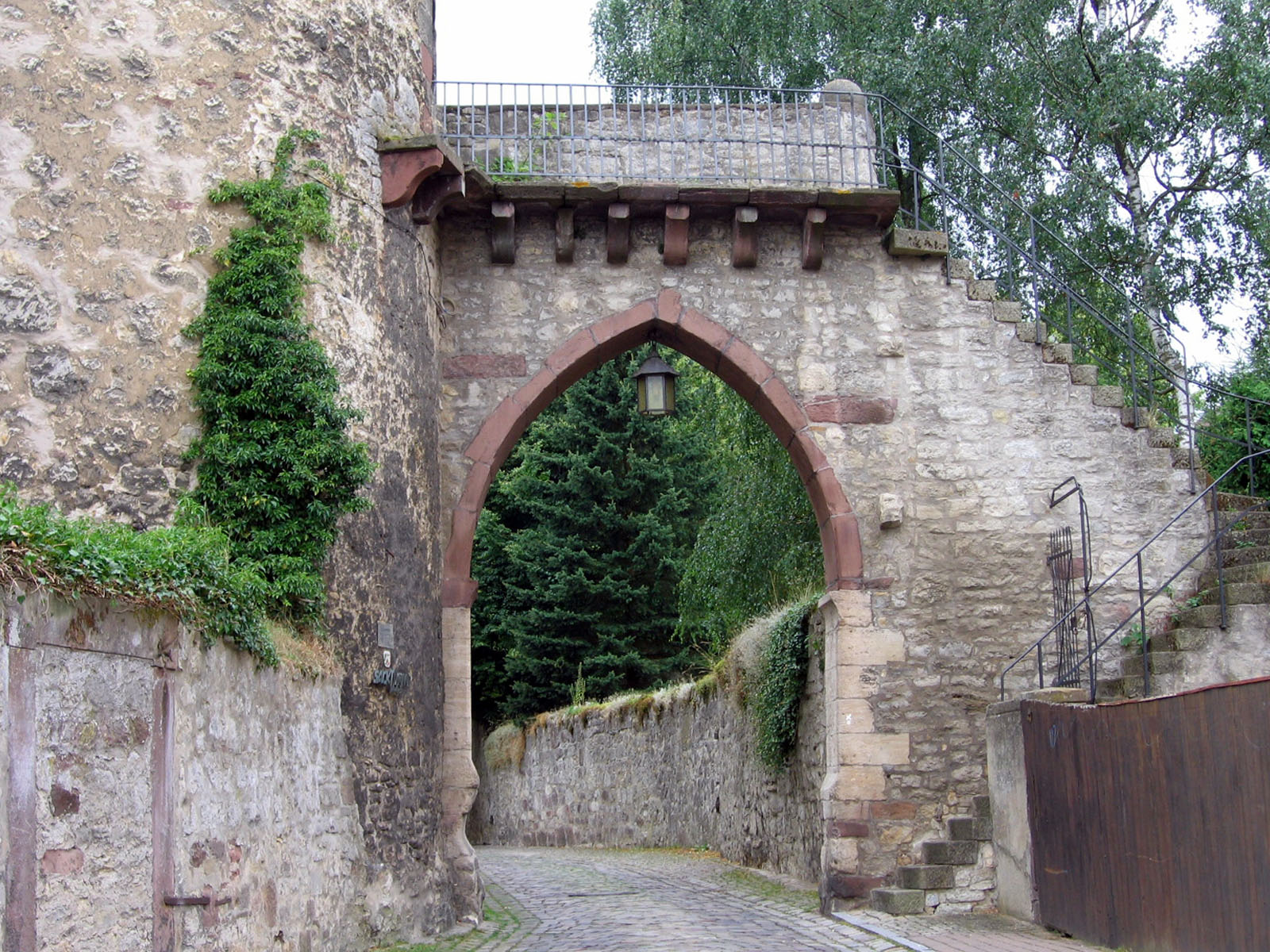
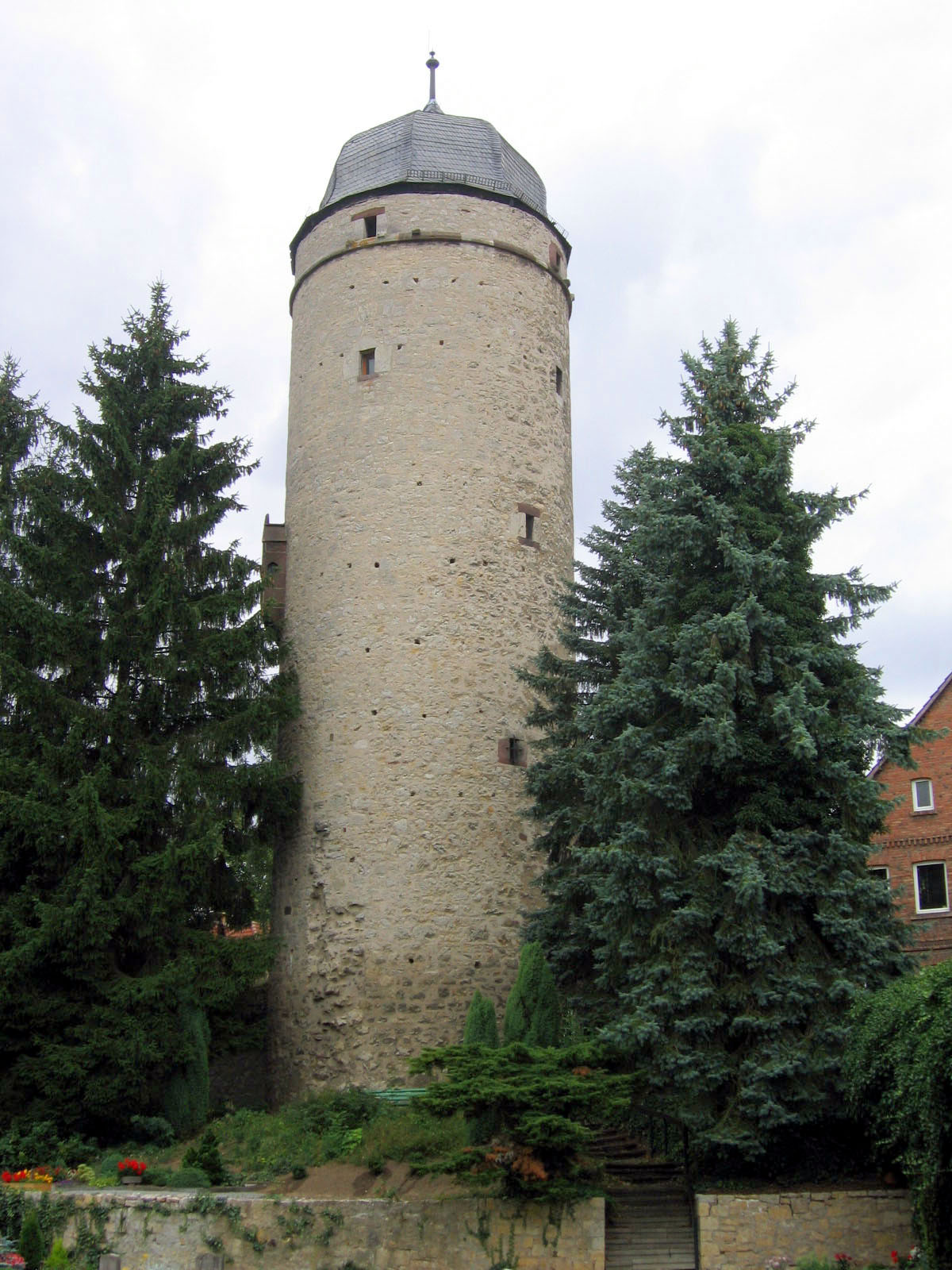
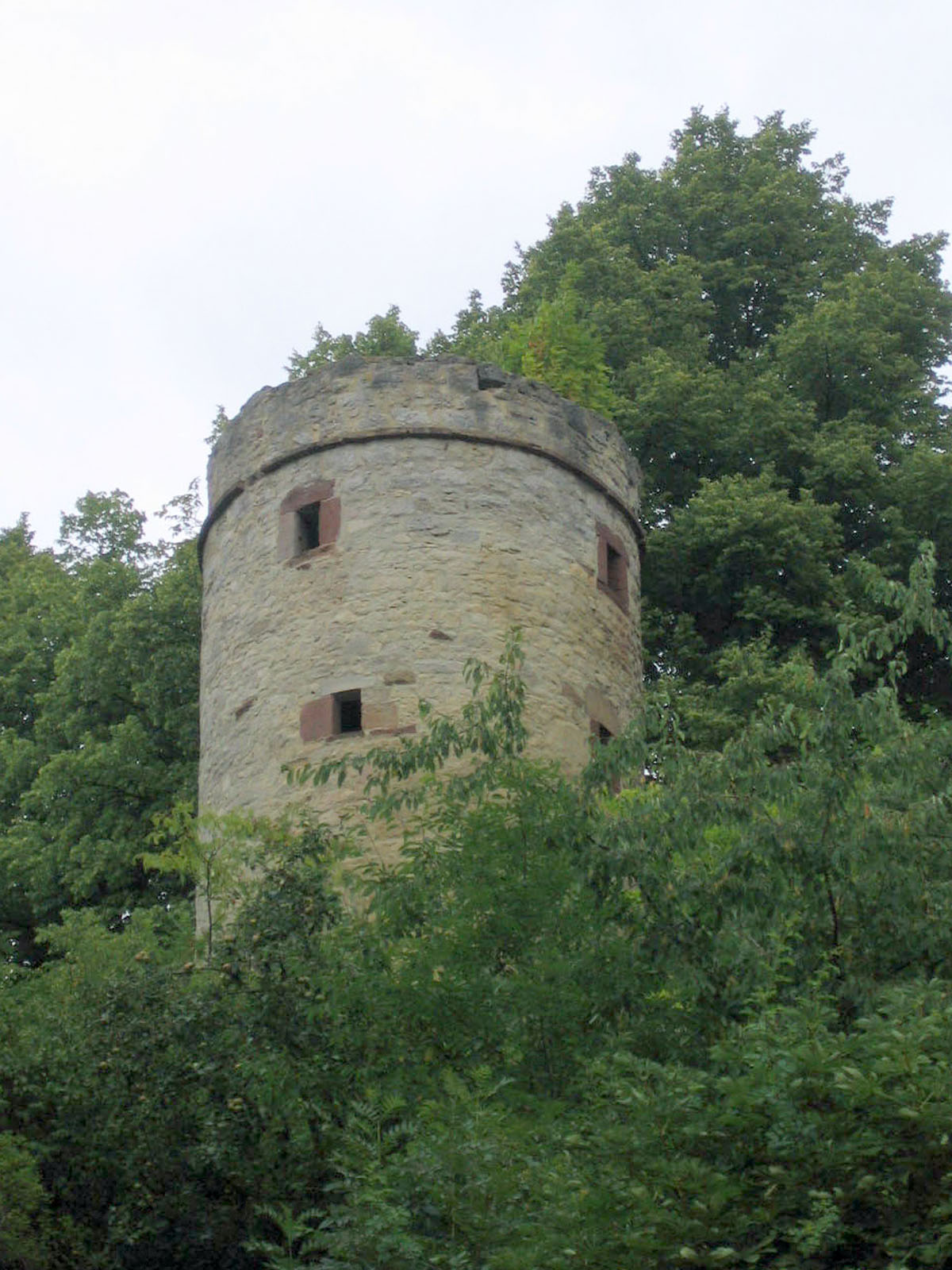
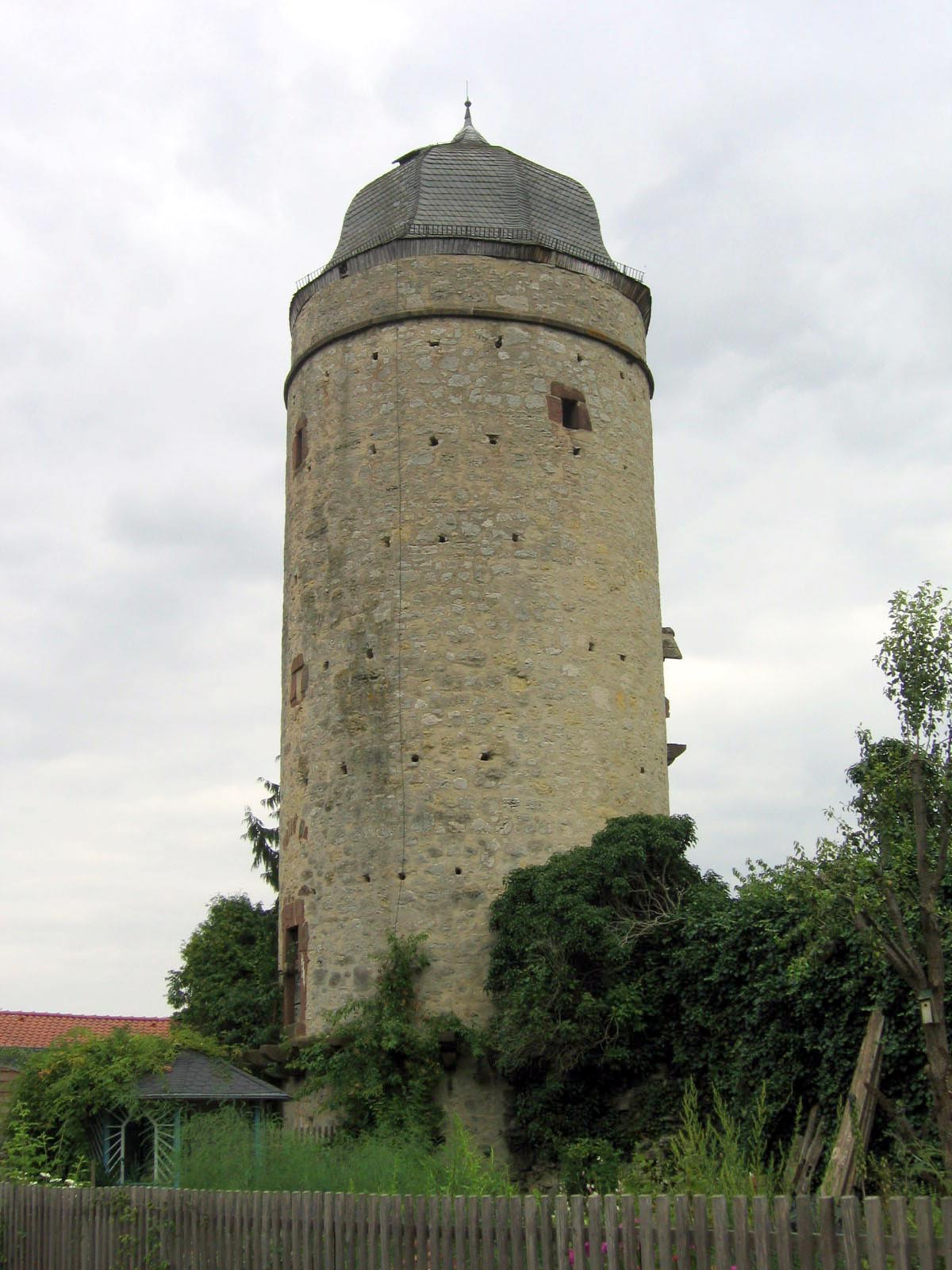
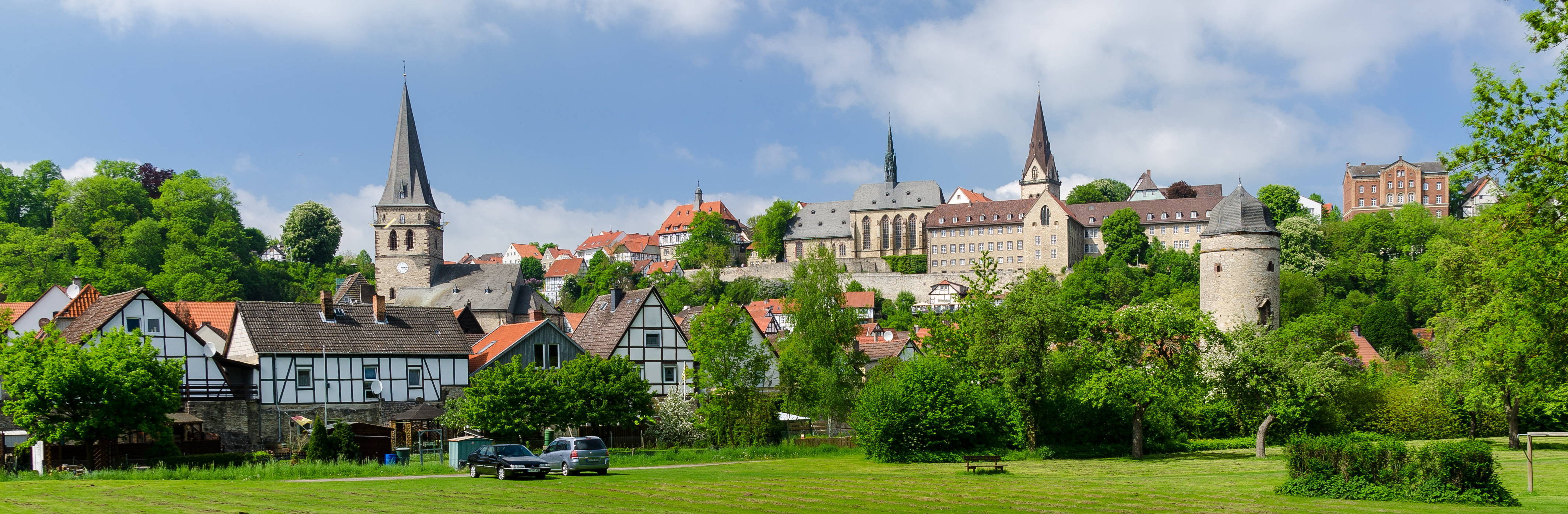